# Червонолистик
Червонолистик (Bryoerythrophyllum) — рід мохів, що належать до родини Pottiaceae. Вперше він був описаний Пан Чі Ченом і має космополітичне поширення.

## Характеристики
Види утворюють низькі або середні подушки або галявини, забарвлені в нижній частині червоно-коричневого кольору. Прямовисні рослини прості або гіллясті. Листки від яйцюватої до ланцетної форми, тупо заокруглені чи загострені у верхній частині, сухі та зігнуті, тоді як у вологому стані вони вертикальні або виступаючі. Краї листя часто загнуті назад, кінчик листа часто зубчастий, листкова жилка закінчується безпосередньо перед або на кінчику листа або іноді ненадовго виступає. Клітини в основі листка гіалінові або червонувато-бурі, прямокутні, гладкі, а у верхній частині листка — округло-квадратні, щільно сосочкові, непрозорі. Вид зазвичай дводомний, рідко однодомний. Спорова коробочка від яйцюватої або циліндричної форми на подовженій щетинці має кришечку від конічної чи короткого дзьоба та каліптри у формі капюшона.

## Види
Види:
- Bryoerythrophyllum aeneum (Müll.Hal.) B.H.Allen
- Bryoerythrophyllum alpigenum (Vent.) P.C.Chen
- Bryoerythrophyllum alpigenum Chen Pan-chieh, 1941
- Bryoerythrophyllum andersonianum Zander & A.J.Sharp, 1981
- Bryoerythrophyllum angustulum (Herzog) H.Rob.
- Bryoerythrophyllum atrorubens (Besch.) P.C.Chen
- Bryoerythrophyllum barbuloides (Herzog) Wijk & Margad.
- Bryoerythrophyllum berthoanum (Thér.) J.A.Jiménez
- Bryoerythrophyllum binnsii Wijk & Margadant, 1959
- Bryoerythrophyllum bolivianum Zander, 1978
- Bryoerythrophyllum brachystegium K.Saito, 1972
- Bryoerythrophyllum byrdii (E.B.Bartram) R.H.Zander
- Bryoerythrophyllum calcareum Zander, 1980
- Bryoerythrophyllum caledonicum D.G.Long, 1982
- Bryoerythrophyllum campylocarpum H.Crum, 1957
- Bryoerythrophyllum chimborazense Zander, 1993
- Bryoerythrophyllum columbianum Zander, 1978
- Bryoerythrophyllum compactum J.Fröhlich, 1964
- Bryoerythrophyllum dentatum (Mitt.) P.C.Chen
- Bryoerythrophyllum duellii Blockeel
- Bryoerythrophyllum ferruginascens Giacomini, 1947
- Bryoerythrophyllum fuscinervium Zander, 1993
- Bryoerythrophyllum gymnostomum (Broth.) P.C.Chen
- Bryoerythrophyllum gymnostomum Chen Pan-chieh, 1941
- Bryoerythrophyllum hostile (Herzog) P.C.Chen
- Bryoerythrophyllum hostile Chen Pan-chieh, 1941
- Bryoerythrophyllum inaequalifolium Zander, 1980
- Bryoerythrophyllum jamesonii H.Crum, 1957
- Bryoerythrophyllum latinervium (Holmen) Fedosov & Ignatova
- Bryoerythrophyllum ligulare Zander, 1993
- Bryoerythrophyllum linearifolium K.Saito
- Bryoerythrophyllum lusitanicum (Cardot & Dixon) M.O.Hill
- Bryoerythrophyllum machadoanum M.O.Hill, 1981
- Bryoerythrophyllum noguchianum K.Saito, 1975
- Bryoerythrophyllum obtusissimum (Broth.) P.C.Chen
- Bryoerythrophyllum recurvirostrum (Hedw.) P.C.Chen
- Bryoerythrophyllum recurvirostrum Chen Pan-chieh, 1941
- Bryoerythrophyllum rotundatum (Lindb. & Arnell) P.C.Chen
- Bryoerythrophyllum rotundatum Chen Pan-chieh, 1941
- Bryoerythrophyllum rubrum (Jur. ex Geh.) P.C.Chen
- Bryoerythrophyllum rubrum Chen Pan-chieh, 1941
- Bryoerythrophyllum sharpii Zander, 1986
- Bryoerythrophyllum subcaespitosum (J.A.Jimenez & M.J.Cano, 2012) J.A.Jimenez & M.J.Cano, 2012
- Bryoerythrophyllum wallichii (Mitt.) P.C.Chen
- Bryoerythrophyllum wallichii Chen Pan-chieh, 1941
- Bryoerythrophyllum yunnanense Chen Pan-chieh, 1941